# Túnel Max Feffer
O Túnel Max Feffer é uma passagem subterrânea da avenida da avenida Cidade Jardim sob a avenida Brigadeiro Faria Lima na cidade de São Paulo. Construído pela Prefeitura de São Paulo na Operação Urbana Faria Lima, foi projetado por Júlio Neves e a primeira vez que iniciou a possibilidade foi no governo Paulo Maluf e foi construido entre 2001 até 2004 na gestão de Marta Suplicy como prefeita. Na época a obra custou R$ 300 milhões. A construção na região diminuiu o tempo no trajeto entre na avenida Cidade Jardim de 3 minutos para 1 minuto.
Pelo laudo de estudo técnico elaborado pela CET o túnel deveria ser na Av. Faria Lima, sob a Av. Cidade Jardim, já que ofereceria melhor fluidez no trânsito da região. No entanto o túnel foi construindo no sentido oposto, pois o tempo previsto para conclusão da obra não habilitaria a obra ser inaugurada na mesma gestão que a iniciou.